# 8274 Soejima
8274 Soejima è un asteroide della fascia principale. Scoperto nel 1990, presenta un'orbita caratterizzata da un semiasse maggiore pari a 2,2739251 UA e da un'eccentricità di 0,2005837, inclinata di 3,72883° rispetto all'eclittica.